# مارتن هوارد
مارتن هوارد (بالإنجليزية: Martin Howard)‏ هو أمين مكتبة وقاضي أمريكي، ولد في 1725، وتوفي في 1781.